# Шару Буковинеј (Сучава)
Шару Буковинеј (рум. Șaru Bucovinei) насеље је у Румунији у округу Сучава у општини Шару Дорнеј. Oпштина се налази на надморској висини од 885 m.

## Становништво
Према подацима из 2002. године у насељу је живело 362 становника, од којих су сви румунске националности.